# Palacio de Justicia del Condado de DeKalb (Misuri)
El Palacio de Justicia del Condado de DeKalb en Maysville, Misuri es el actual Palacio de Justicia del condado de DeKalb y fue agregado al Registro Nacional de Lugares Históricos en 1998.